# Wienermusik
Wienermusik er betegnelsen for en stilretning inden for musik. Den tilhører romantikkens epoke. Retningen må ikke forveksles med wienerklassik.  Wienermusik er orkestermusik, der er kendetegnet ved iørefaldende, glade melodier, ofte garneret med raffineret musikalsk pynt. Den har sin oprindelse i Wien i 1800-tallet og havde sin blomstringsperiode fra ca. 1830 til ca. 1920. Den inkarnerede en ny tidsånd, der kom frem i 1830’erne og 1840’erne, og som tidsmæssigt faldt sammen med Biedermeier.
De første, der komponerede i denne stil, var Joseph Lanner (1801-1843) og Johann Strauss den ældre (1804-1849). En fremtrædende repræsentant for retningen var Strauss´ søn Johann Strauss den yngre (1825-1899), som frem for nogen gav wienermusikken dens særpræg.
Wienermusikken var egentlig skrevet som dansemusik. Der var en livlighed og noget kropsligt appellerende over den. Samtidig havde den et raffinement i udtrykket, som gjorde den til musik, som man også kunne nyde at lytte til.
Genremæssigt spændte wienermusikken over valse, marcher, polkaer og operetter. Det var dog valsen – wienervalsen – der først og fremmest kendetegnede retningen. Johann Strauss den yngre - ”valsekongen” - formåede at bibringe den gamle dans en ny inciterende rytme, som gjorde den uimodståelig. Straussvalsene var kendetegnet ved, at den anden fjerdedel i valsens trefjerdedels-takt kom lidt tidligere end i en normal valsetakt, mens den tredje fjerdedel kom lidt senere. Derved fik de en særlig ”Schwung” (kom op at "svæve") og var fejende og flotte. Robert Naur skriver:
”Med deres uforlignelige melodier og hele sensuelle raffinement betegner wienervalsene et stykke underholdningsmusik af en sådan kunstnerisk gyldighed, at de har overlevet mængder af musik med højere prætentioner (ambitioner) og mindre talent.” 
Wienermusik kan både karakteriseres som popmusik og klassisk musik. Den er iørefaldende og har samtidig en tidløs kvalitet.
Kendte komponister inden for retningen er blandt andre Franz Lehár (”operettekongen”), Fritz Kreisler, Emmerich Kalman og Robert Stolz, som alle virkede i Wien. Wienermusikken bredte sig til andre lande, hvor komponister optog stilen, samtidig med at de gav den et nationalt præg. Fra Frankrig kan nævnes Jacques Offenbach, fra Tyskland Paul Lincke og fra Danmark H.C. Lumbye.
Hvert år den 1. januar transmitteres Nytårskoncerten fra Wien, fremført af Wiener Philharmonikerne, direkte fra Wiener Musikverein til store dele af verden. Her spilles der wienermusik.

## Kendte værker
- Johann Strauss den ældre: Radetzky March. (1848)
- Johann Strauss den yngre: An der schönen blauen Donau. Vals. (1867)
- Johann Strauss den yngre: Flagermusen. Operette. (1874)
- Frantz Lehár: Valsen fra operetten Den glade enke. (1905)
- Fritz Kreisler: Schön Rosmarin. Dansemelodi. (1905)
- Emmerich Kalman: Tanzen möcht´ ich. Vals fra operetten Zsardasfyrstinden. (1915)
- Jaques Offenbach: Cancan fra operetten Orfeus i underverdenen. (1858)
- Paul Lincke: Berliner Luft. March. (1904)
- H.C. Lumbye: Champagnegalop. (1845)